# Acèsies
Acèsies (en llatí Acesias, en grec Ακεσίας) fou un metge grec probablement del segle iv aC. Segons Aristòfanes va originar el proverbi "Acèsies el va curar"  Ἀκεσίας ἰάσατο.
Era considerat l'únic metge que podia curar als malalts que empitjoraven després de ser tractats per altres metges, segons s'esmenta a la Suda (Suides), i en fan referència tanmateix Plutarc i Miquel Apostoli.
És probablement el mateix personatge esmentat per Ateneu com un escriptor grec que va escriure un llibre sobre cuina anomenat ὀψαρτυτικά, però no és segur del tot.